# Honorine Hermelin

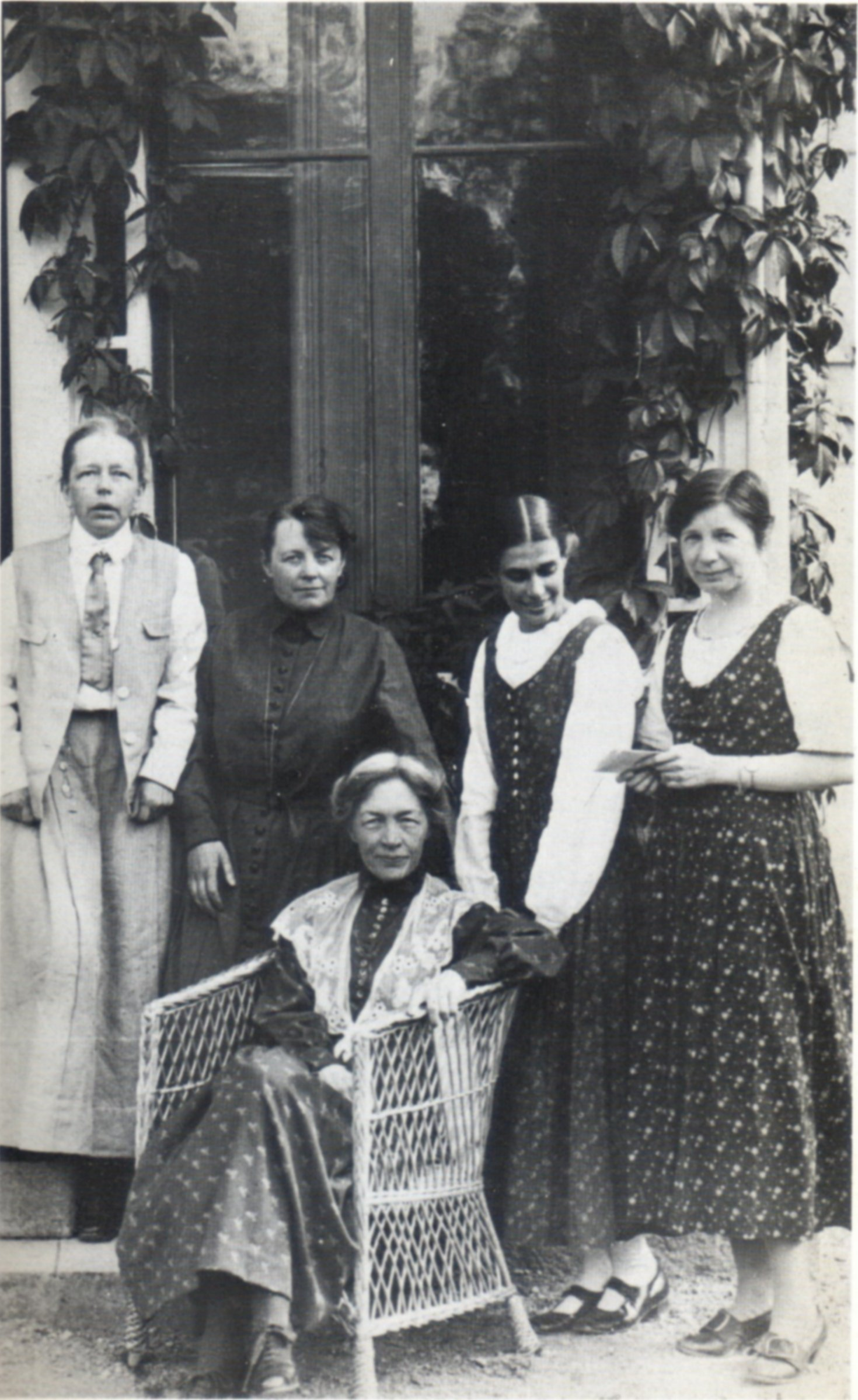
Fogelstadgruppen. Från vänster: Elisabeth Tamm, Ada Nilsson, Kerstin Hesselgren, Honorine Hermelin och Elin Wägner.

Honorine Louise Hermelin-Grönbech, född 19 oktober 1886 i Ekebyborna församling i Östergötlands län, död 4 september 1977 i Brännkyrka församling i Stockholm, var en svensk rektor, pedagog, feministisk folkbildare och översättare.

## Biografi
Honorine Hermelin var yngst av två syskon på Ulfåsa, dotter till godsägaren friherre Joseph Hermelin och Honorine född von Koch, som dog tio dagar efter det att Honorine fötts. Honorine Hermelin växte upp i en bildad och kulturell miljö där det fanns mycket lek och musik. Hennes farbror var friherre Eric Hermelin, som undervisade henne och hennes syskon i tyska.  Fadern gifte med tiden om sig med Jane von Koch och fick sju barn med henne. Joseph Hermelin var blåbandist, nykterist och berömd talare. 
Honorine Hermelin gick i Brummerska skolan i Stockholm. Hennes bästa vän där var Harriet Löwenhjelm, med vilken Honorine senare studerade på Anna Sandströms högre lärarinneseminarium. Efter examen i kemi, religion och historia stannade hon som lärare i tio år. Hon är mest känd som medlem av Fogelstadgruppen, som grundade kvinnliga medborgarskolan vid Fogelstad, där hon var rektor under skolans hela existens 1925–1954 och där hon fungerade som pedagog och inspiratör.  Hon var också Sveriges första kvinnliga skolstyrelseordförande i Julita kommun 1932–1943. Hon gifte sig 1947 med professor Vilhelm Grønbech 1947, men han dog efter endast åtta månaders äktenskap. Skolhuset på Fogelstad gick under namnet Lilla Ulfåsa.
Honorine Hermelin hade radikala idéer om pedagogik, inspirerade av Immanuel Kant och av den danske prästen och pedagogen Grundtvig och hans kritik av bokstavstron. Hon var kristen och tog budskapet  "Allt vad I viljen att människorna skola göra eder, det skolen I ock göra dem" bokstavligt. Hennes föreläsningar var populära och omvittnat inspirerande. 1954 erhöll hon Illis quorum, 8:e storleken.
Honorine Hermelin är begravd på Julita kyrkogård.

### Noter

Inspektorbostaden vid dåvarande Medborgarskolan. Nuvarande Lilla Ulvsunda. Honorine Hermelins hus vid Fogelstad.